# Волюнтаризм (политика)
Волюнтари́зм (от англ. voluntary — добровольный) — это политическая позиция, согласно которой все формы человеческого объединения должны быть добровольными настолько, насколько это возможно. 
Как следствие, волюнтаризм выступает против инициирования какого-либо агрессивного насилия или принуждения, что заложено в принципе ненападения. «Инициирование» в данном контексте употребляется для обозначения того, что волюнтаристы не выступают против самообороны. Волюнтаризм является формой рыночного анархизма.
Волюнтаристы определяют государственную власть как узаконенную монополию на применение агрессивного насилия и принуждения в конкретном географическом регионе, поэтому они выступают за её полное упразднение. Большинство волюнтаристов признают право собственности как форму естественного права, что совместимо с отказом от принуждения. Существуют также и сторонники волюнтаризма, не признающие частную собственность, они полагают, что участники сообщества могут добровольно выбрать кооперативное пользование землёй и ресурсами, не принадлежащими никому, таким образом не применяя агрессивное насилие или принуждение для заключения соглашений.
Одной из целей волюнтаризма является замена государства свободным обществом, в котором возможно автономное самоопределение каждого человека, и в котором союзы людей основаны на взаимном согласии. Добровольное общество — это общество без государства. Считается, что волюнтаризм, а не применение силы, является эффективным средством достижения этой цели.
Многие волюнтаристы полагают, что при добровольном обмене обе стороны, участвующие в нём, оказываются в выигрыше.
Волюнтаризм отличается отрицанием демократических процедур и инициирования насилия как средств достижения добровольного общества. Поскольку волюнтаристы рассматривают избирательную политику контрпродуктивной и аморальной, они предпочитают разрушать государство неполитическими средствами, такими как сепаратизм, контрэкономика, гражданское неповиновение и просвещение.
Некоторые считают, что волюнтаризм и анархо-капитализм — понятия тождественные, однако это не так. Объясняется это тем, что не все волюнтаристы являются анархо-капиталистами, некоторые предпочитают некапиталистические направления рыночного анархизма и левого либертарианства.

## Краткий обзор
Моральные обоснования волюнтаризма могут проистекать как из консеквенционалистских и деонтологических нормативных этических взглядов, так и из априорных рассуждений. Волюнтаризм не выступает за какую-либо конкретную форму, которую принимали бы добровольные соглашения, а только за то, чтобы отказаться от инициации насилия, что привело бы к процветанию человеческих сообществ. Волюнтаристы считают, что средства должны согласовываться с конечным результатом, и, как цель, чисто добровольное общество может быть создано только на добровольной основе. Волюнтаристы утверждают, что люди не могут быть принуждены к свободе. Волюнтаристы часто выступают за использование свободного рынка, образовательных программ, убеждения и ненасильственного сопротивления в качестве основного способа изменить представления людей о государстве и их поведении по отношению к нему. Волюнтаристы утверждают, что поскольку все тирании и государства основываются на народной поддержке, в полной мере добровольные средства являются достаточным, и, по сути, единственным способом достичь волюнтаристского общества.
Обычно аргумент в пользу добровольности основывается на двух аксиомах. Во-первых, это аксиома самопринадлежности, которая гласит, что каждый человек находится и должен находиться под контролем своих собственных ума и тела, самоопределяющихся автономно. Во-вторых, это принцип гомстединга, который гласит, что каждый человек от приложения своего собственного труда к не принадлежащим ему ресурсам становится их полноправным и законным владельцем. Однако геоанархисты предлагают альтернативный принцип, согласно которому можно владеть землёй, но не арендовать ту землю, которая будет разделена поровну по общественному соглашению[уточнить].
Волюнтаристы начинают с предположения, что человеческая деятельность представляет поведение, направленное на улучшение по сравнению с текущим состоянием дел (с точки зрения индивидуального субъекта). Таким образом, как говорят волюнтаристы, каждая рыночная сделка предполагает (и, как правило, обеспечивает) удовлетворение и выгоду всех участников обмена. Таким образом, обе стороны в сделке улучшают собственное состояния дел. Волюнтаристы утверждают, что на свободном рынке, не нарушенном сторонним вмешательством, это происходит миллионы раз каждый день, и кумулятивный эффект обеспечивает процветание и высокий уровень жизни для людей, осуществляющих свою деятельность в свободной рыночной экономике. С волюнтаристской точки зрения, государственное вмешательство и централизованное планирование (основанное на принуждении) могут лишь заставить некоторых людей делать то, что они в противном случае не сделали бы, и тем самым это снижает их удовлетворение и препятствует экономическому прогрессу.
Волюнтаристы также утверждают, что хотя определённые товары и услуги и необходимы для выживания человека, вовсе не обязательно, чтобы они предоставлялись государством. Волюнтаристы выступают против государства, потому что, по их мнению, оно использует методы принуждения для получения своего дохода и запрещает деятельность потенциальных поставщиков услуг. Они отрицают, что какая бы то ни было форма принуждения совместима с добровольностью. Как говорят волюнтаристы, сторонник принуждения всегда предлагает заставить людей делать то, что обычно они не делают. Как правило, это происходит путём принятия законов или избрания должностных лиц. Выполнение законов и работа должностных лиц, в конечном счете, зависят от физического насилия для реализации принуждения. Волюнтаризм не предписывает ликвидацию правительств при помощи насилия, или использование демократического процесса, чтобы сменить их, а настаивает на прекращении поддержки людьми «своих» государств и выполнении их приказов. Волюнтаристы предполагают, что после этого государства рухнут сами.

## Волюнтаризм и анархизм
Либертарианская теория, опираясь на принципы самопринадлежности и гомстединга, осуждает все акты агрессии и отвергает применение силы. В частности, рыночные анархисты утверждают, что государство действует как агрессор, поскольку оно вводит налогообложение и принудительно монополизирует предоставление тех или иных общественных услуг, таких как дороги, суды, полицейские и вооруженные силы. Эта анархическая точка зрения на государство как на безусловно и по существу насильственный институт — отличает анархистов от других либертарианцев.
По своему определению, волюнтаристы являются мирными анархистами. Многие волюнтаристы конца XX и начала XXI века исходят в своей мысли из идей Мюррея Ротбарда и Роберта Лефевра, которые отвергали концепцию «ограниченного» государства. Ротбард утверждает, что во-первых, каждое правительство «предполагает установление принудительной монополии на услуги защиты (полицию и суды) на произвольной территории. Таким образом тем владельцам собственности, которые предпочитают использовать услуги другой охранной компании на этой территории, не позволяется этого делать», и во-вторых, что каждое государство получает свои доходы путём кражи, стыдливо называемой «налогообложением». «Все правительства, какими бы ограниченными они ни были, совершают по крайней мере эти два основных преступления против свободы и собственности».
От других рыночных анархистов волюнтаристов главным образом отличает их позиция в области стратегии, особенно их расчёт на отказ от насилия и внепарламентские средства для достижения анархического общества. Как и многие европейские и американские анархисты на протяжении XIX и XX веков, волюнтаристы воздерживаются от участия в демократическом процессе. Отказ от «политических» средств основан на тех соображениях, что государства зависят от согласия с их правилами. Француз Этьен де Ла Боэси, живший в середине XVI века, был первым, кто обнаружил фактически волюнтаристские взгляды, призвав к мирному отказу от сотрудничества с государством и ненасильственному сопротивлению. Несмотря на пропаганду насилия со стороны ряда анархистов на протяжении всей истории, большинство анархистов пытались убедить людей, а не принуждать их. Призыв Ла Боэси к мирному сопротивлению перекликается с современным анархизмом, а также с мыслями значительного числа анархистов прошлого (например, таких как Лев Толстой и Генри Дэвид Торо), или тех, чья мысль была воспринята как околоанархическая, вроде Ганди.

## Происхождение

### Левеллеры
Волюнтаризм имеет долговременную традицию в англоговорящем мире. Его история начинается с движения левеллеров в Англии середины XVII века. Представители движения левеллеров Джон Лильберн (?1614-1657) и Ричард Овертон (?1600-?1660) «противостояли пуританам-пресвитерианам, которые хотели сохранить официальную церковь с властью, основанной на принуждении, и отрицали свободу отправления религиозных обрядов для пуританских сект». Левеллеры были нонконформистами в плане религии и выступали за отделение церкви от государства. Церковь, по их представлениям, была добровольным объединением равных и являла собой теоретическую и практическую модель гражданского состояния. Церковные собрания левеллеров были основаны на согласии, этот принцип был применим и для светской стороны. Например, в петиции левеллеров 1647 г. содержится предположение о том, что «церковные десятины и другие принудительные выплаты могут быть отменены навсегда без замены какими-либо другими, однако всем министрам могут платить те, кто добровольно их выбрал и сотрудничает с ними». Стоит только заменить термин «церковные десятины» словом «налоги» и слово «министры» словом «чиновники», и мы увидим, насколько левеллеры были близки к идее волюнтаристского государства.
Левеллеры также упорно придерживались идеи индивидуальности. Ричард Овертон писал: «Ни один человек не имеет больше прав и свобод, чем я, и я не имею преимуществ перед другими людьми». Они поняли, что невозможно утвердить право того или иного частного лица на собственное суждение в религиозных вопросах (то, что мы сегодня называем свободой вероисповедания), не признав то же самое право для любого другого лица, даже упорствующего в своих заблуждениях. Существование государственной церкви в Англии вызывало конфликты со времен левеллеров, так как всегда были те, кто был противником её религиозной доктрины и принудительных пожертвований.

### Волюнтаризм в образовании
Волюнтаристы также были вовлечены в конфликты, происходившие в Англии с середины 1840-х гг. до середины 1860-х гг. В 1843 г. Парламент рассмотрел законопроект об обязательном обучении в школах детей, работающих на фабриках. Действенный контроль над такими школами осуществлялся со стороны Англиканской церкви, а финансирование осуществлялось за счет местного налогообложения. Нонконформисты, главным образом баптисты и конгрегационалисты, насторожились. Они были отлучены от церкви более чем на сто лет. В какой-то период они не могли заключать браки в своих собственных церквях, были вынуждены платить церковные взносы против своей воли и учить своих детей тайно под страхом ареста. Их назвали волюнтаристами за то, что они неуклонно отвергали помощь государства и его вмешательство в образование, точно так же они отвергали вмешательство государства в религиозную сферу жизни. Было три наиболее известных волюнтариста: молодой Герберт Спенсер (1820—1903), который публиковал свою первую серию статей «Надлежащие границы государственной власти», начиная с 1842 г., Эдуард Бейнс-младший (1800—1890), редактор и учредитель газеты Leeds Mercury, и Эдуард Майалл (1809—1881), министр конгрегационалистов и редактор-основатель газеты The Nonconformist (1841), который написал книгу «Представление о принципе добровольности» (1845).
Образовательные волюнтаристы стремятся к свободной торговле образовательными услугами, точно так же, как они поддерживают свободную торговлю кукурузой или хлопком. Их отношение может быть выражено как «свобода вряд ли может быть чрезмерной.» Они полагают, что «правительства держат на службе образование для борьбы с ним же» (обучения привычке к повиновению и внушения идей), а что контролируемые правительством школы будут конечно учить детей незыблемости и необходимости Государства. Баинес, например, отмечал, что «мы не можем нарушать принцип свободы в отношении образования без создания прецедента и создания мотива для нарушения его в отношении других дел.» Баинес признаёт, что имеющаяся система образования (частная и благотворительная) имеет недостатки, но он утверждает, что свобода не должна быть ограничена в этом отношении. Должны ли мы уменьшать свободу печати потому что существуют плохие газеты? «Я заявляю, что Свобода — главная причина хорошего качества; но она перестаёт быть свободой если мы будем объявлять вне закона всё второсортное.» Конгрегационная Образовательная Доска и Баптистское Добровольное Образовательное Общество обычно бывают горды быть среди Волюнтаристов.

### Оберон Герберт
Хотя образовательные волюнтаристы не смогли остановить движение за обязательное школьное образование в Англии, волюнтаризм как политическое кредо был восстановлен в 1880-х другим англичанином, Обероном Гербертом (1838—1906). Герберт в течение двух лет пребывал в Британской Палате Общин, но после встречи со Спенсером в 1874 решил не выдвигаться на второй срок. Он отмечал:

Когда я читал и размышлял над его науками, новое окно открылось в моём сознании. Я потерял своё доверие к большой машине; я видел, что принятие решений и действия за других мешало настоящему прогрессу; что все формы принуждения заглушали жизненную силу нации; что каждый неистово заклеймённый порок до сих пор присутствует, часто в худшей из своих форм, когда он, будучи скрытым от глаз, гноится под поверхностью. Я не верил больше, что горстка как бы ни хороши были наши намерения, когда мы просиживаем в парламенте ночи напролёт, сможет разработать жизнь целой нации, сможет обеспечить её счастьем, мудростью, процветанием и одеть в добродетели.
Оригинальный текст (англ.)As I read and thought over what he taught, a new window was opened in my mind. I lost my faith in the great machine; I saw that thinking and acting for others had always hindered not helped the real progress; that all forms of compulsion deadened the living forces in a nation; that every evil violently stamped out still persisted, almost always in a worse form, when driven out of sight, and festered under the surface. I no longer believed that the handful of us however well-intentioned we might be spending our nights in the House, could manufacture the life of a nation, could endow it out of hand with happiness, wisdom and prosperity, and clothe it in all the virtues.

Герберт писал: «Государственное образование: помощь или помеха?» в 1880, и начал использовать слово «волюнтарист» для обозначения его пропаганды «добровольного» налогообложения. В 1890 он начал публиковать свой журнал, The Free Life (Орган добровольного налогообложения и добровольного государства). Герберт не был строгим волюнтаристом потому что, хотя он утверждал, что государство может получать прибыль предоставляя конкурентоспособные услуги на свободном рынке, он продолжал защищать одно монопольное государство для каждой данной географической территории. Некоторые из его эссе называются «Принципы волюнтаризма и свободной жизни» (1897), и «Заявление для волюнтаризма» (посмертно, 1908)

## Использование в США
Хотя в Америке никогда не было выраженного движения «волюнтаристов» до XX века, ранние американцы выступали за отделение церкви от государства в некоторых из изначальных тринадцати штатов. Эти сознательные люди, выдвигавшие возражения полагали, что всего лишь рождение в данной географической местности не означает, что человек соглашается на членство или автоматически хочет поддерживать государственную церковь. Это возражение налогообложению в пользу церкви было двусторонним: налог не только даёт государству некоторые права по контролю церкви; он представляет путь втягивания неверующих в поддержку церкви. В Новой Англии, где и Массачусетс и Коннектикут были основаны с государственными церквями, многие люди верили, что им необходимо платить налог для обычной поддержки религии — по похожим причинам они платили налоги на содержание дорог и судов. Для многих из них было просто непостижимым, что общество долгое время могло существовать без государственной поддержки религии. Практически никто не рассматривал идею, что хотя обеспечиваемые государством товары и услуги (такие как дороги, школы и церкви) могут составлять важную часть социального обеспечения, они совершенно не обязательно должны предоставляться государством.
Существовали по меньшей мере два хорошо известных американца, которые поддерживали волюнтаристское дело в середине XIX века. Первое столкновение Генри Дэвида Торо (1817—1862) с законом его родного штата Массачусетс произошло в 1838, когда ему исполнился двадцать один. Государство потребовало, чтобы он выплатил один доллар министерского налога, в поддержку священника, «чьи проповеди посещал мой отец, но никогда я сам». Когда Торо отказался оплатить этот налог, он, вероятно, был оплачен одной из его тёток. Чтобы избежать министерского налога в будущем, Торо должен был свидетельствовать под присягой, что он не является членом церкви.
Ночь, проведённая Торо в тюрьме за его отказ платить другой муниципальный налог, налог с избирателей, городу Конкорду была описана в его эссе «Сопротивление гражданскому правительству», впервые опубликованном в 1849 году. Оно также известно под названием «О гражданском неповиновении», так как в нём делается вывод, что правительство зависит от кооперации его граждан. Хотя он не был полностью последовательным волюнтаристом, он писал, что он хочет никогда «не зависеть от государственной защиты», и что он отказывает ему в своей лояльности до тех пор, пока оно поддерживает рабство. Он отделял себя от «тех, кто называл себя противниками правительства»: «Я выступаю не за отсутствие правительства, но за лучшее правительство», но это было интерпретировано как позиция более радикальная, чем минархизм вместе с тем, что он начал своё эссе со своего убеждения «что лучшее правительство то, которое не правит совсем» с которым искренне соглашаются все волюнтаристы.
Одним из «противников правительства» был Уильям Ллойд Гаррисон (1805—1879), знаменитый аболиционист и издатель «The Liberator». Почти все аболиционисты разделяющие принцип собственности на самого себя считают, что каждый человек — как индивид — владеет и может обеспечивать свободу своих собственных разума и тела свободными от внешнего насильственного вмешательства. Аболиционисты выступали за немедленную и безусловную отмену рабства потому что они видели, что рабство есть захват людей в своей наиболее прямой и наихудшей форме. Раб является вещью без каких-либо прав на самого себя. Аболиционисты {считают}, что каждая человеческая жизнь, без исключений, имеет право на независимость и, следовательно, никто не может осуществлять насильственный контроль над другим без нарушения принципа собственности на самого себя. Гаррисон так же не был чистым волюнтаристом и поддерживал войну федерального правительства против штатов с 1861 по 1865.
Вероятно, наиболее последовательным волюнтаристом той эпохи был Чарльз Лэйн (1800—1870). Он имел дружеские отношения с Амосом Бронсом Алкоттом, Ральфом Вальдо Эмерсоном и Торо. Между январём и июнем 1843 серия из девяти писем, написанная им, была опубликована в таких аболиционистских изданиях как «The Liberator» и «The Herold of Freedom». Они были озаглавлены «Добровольное политическое правительство» и в них Лэйн описывает государство в терминах институциализированного насилия и называет его «кулачным правом, болотом бандитского права сильной руки, [поддерживаемой] ружьями и штыками». Он видел, что принудительное государство равносильно принудительному Христианству. «Все понимают, что с церковью что-то не так, если она доходит до людей с библией в одной руке и мечом в другой.» «Разве не настолько же дьявольскими являются подобные действия со стороны государства?» Лэйн полагал, что общественное мнение терпит правительственные законы только потому, что ещё не все признают факт, что все истинные цели государства могли бы быть выполнены на добровольной основе, так же, как церкви могут существовать за счёт добровольных взносов. Уверенность в принципе добровольности могла бы появиться только благодаря добрым, аккуратным, и моральным средствам, которые могли бы существовать в полностью добровольном обществе, которое он защищал. «Давайте жить в добровольном государстве также как и ходить в добровольную церковь, и тогда у нас, может быть, будет некоторое основание называть себя свободными людьми.»
Либертарианцы XX и XXI столетий с готовностью проводят параллель между отменой государственных церквей и отказом от государства вообще. Хотя термин «волюнтаризм» фактически исчез после смерти Оберона Герберта, его использование было возобновлено в конце 1982, когда Джордж Х. Смит, Венди МакЭлрой и Карл Уотнер начали издавать «Voluntaryist». Джордж Смит предложил, чтобы использование термина идентифицировало тех либертарианцев, которые полагают, что политические действия и политические партии (особенно Либертарианская партия) противоположны их идеям. В их «Декларации намерений» нет места ни пулям, ни избирательным бюллетеням. В эссе «Voluntaryism» (1983), Уотнер, Смит и МакЭлрой объяснили, что волюнтаристы — защитники аполитичных стратегий достижения свободного общества. Они отклоняют избирательную политику «в теории и на практике несовместимую с либертарианскими целями», и утверждают, что политические методы неизменно усиливают законность принудительных правительств. В заключении их «Декларации намерений» они написали: «Волюнтаристы вместо этого используют для разрушения государства просвещение, мы пропагандируем отказ от сотрудничества и молчаливого согласия, от которого в конечном счете зависит государственная власть».

## The Voluntaryist
Информационный бюллетень «The Voluntaryist» начал издаваться в конце 1982 года и является одним из наиболее долго существующих либертарианских изданий в мире. Выпускается под редакцией Карла Уотнера с 1986 года, наиболее значимых статей из первых 100 номеров были выпущены антологией в книжном формате и опубликованы Карлом Уотнером в 1999 г. (I Must Speak Out: The Best of The Voluntaryist, 1982-1999 (англ.) / Carl Watner. — San Francisco: Fox & Wilkes, 1999.). Другая антология собрала в себя волюнтаристские доказательства за отказ от голосования и была издана Карлом Уотнером и Вэнди МакЭлрой в 2001 г. (Carl Watner with Wendy McElroy, ed. (2001), Dissenting Electorate: Those Who Refuse to Vote and the Legitimacy of Their Opposition, Jefferson: McFarland and Company). «The Voluntaryist» озаглавлен, пожалуй, лучшим изложением волюнтаристских воззрений: «Заботься о средствах, а цель сама найдёт тебя». Это утверждение Махатмы Ганди говорит о том, что мир может быть изменён только одним человеком за один раз и только если человек захочет этого, что делает его привлекательным для многих волюнтаристов. Единственная вещь, которую человек может сделать, волюнтаристы описывают фразой: «дарить обществу одного улучшенного человека». Альберт Джей Нок выражал этот пункт следующим образом: «опыт свидетельствует, что единственным способом, которым может быть улучшено общество, является индивидуальный метод…, это метод, при котором каждый делает самое лучшее, чтобы сделать себя лучше». Волюнтаристы полагают, что это — тихий, мирный, терпеливый способ изменить общество, потому что это концентрируется на улучшении характера мужчин и женщин. Надежда волюнтаристов состоит в том, что, поскольку отдельные единицы изменяются, усовершенствование общества будет происходить само по себе. Другими словами, «если заботиться о средствах, то конец наступит сам собой».